# Hagl (den 7. plage)
 For alternative betydninger, se Hagl. (Se også artikler, som begynder med Hagl)
Hagl (den 7. plage) er betegnelsen for en af Egyptens ti plager som er beskrevet i Det Gamle Testamente Anden Mosebog, kapitel 9: 
Efter at faraoen endnu en gang har nægtet at løslade israelitterne fra slaveri, siger Gud til Moses, at han skal fortælle Farao, at folket skal bringe deres kvæg, og alt hvad de har på marken i sikkerhed i deres huse. Moses rækker herefter sin stav op mod himlen, og Gud sender torden og hagl ind over Egypten. De som har nægtet at lytte til guds ord og ladet deres dyr blive ude på marken få sendt haglbyger ned over sig, og dyr såvel som mennesker skal dø. 

## Videnskabelig forklaring
Det har efterhånden vist sig at flere af disse plager som ramte Egypten for ca. 3500 år siden muligvis har haft en naturvidenskabelig forklaring. På Santorini, ca. 400 km fra Egypten, var der et stort vulkanudbrud fra vulkanen Thera. Fra middelhavet, hvor Santorini ligger, er der en nordvestenvind, som sandsynligvis har båret aske fra vulkanudbruddet ned til Egypten og mødt en stor tordenbyge, som har skabt de hagl, som israelitterne mener var Guds 7. Plage. 